# Fèves
 Fèves  es una población y comuna francesa, en la región de Lorena, departamento de Mosela, en el distrito de Metz-Campagne y cantón de Marange-Silvange.

## Demografía
| 554 | 614 | 654 | 582 | 742 | 860 |
| Para los censos de 1962 a 1999 la población legal corresponde a la población sin duplicidades (Fuente: INSEE [Consultar]) |     |     |     |     |     |